# Prevalska Reka
Prevalska Reka (bulgariska: Превалска Река) är ett vattendrag i Bulgarien.   Det ligger i regionen Montana, i den västra delen av landet, 90 km norr om huvudstaden Sofia.
I omgivningarna runt Prevalska Reka växer i huvudsak lövfällande lövskog. Runt Prevalska Reka är det ganska glesbefolkat, med 34 invånare per kvadratkilometer.